# Liste der Schwimmweltrekorde über 4 × 100 Meter Freistil
Die Schwimmweltrekorde über 4 × 100 Meter Freistil sind die besten in der Schwimmdisziplin 4 × 100 m Freistil geschwommenen Zeiten. Sie werden vom internationalen Schwimmverband FINA anerkannt. Weltrekorde werden getrennt für Langbahnen (50 m) und Kurzbahnen (25 m) und getrennt für Männer und Frauen geführt. Im Folgenden wird die Weltrekordentwicklung seit dem jeweils ersten anerkannten Weltrekord aufgelistet.

## Langbahnweltrekorde Männer
| Nr. | Sportler                                                                   | Nation          | Zeit     | Datum              | Ort          |
| --- | -------------------------------------------------------------------------- | --------------- | -------- | ------------------ | ------------ |
| 1   | Zoltan Kiss, Gyula Dienes, Árpád Lengyel, Ferenc Csik                      | Ungarn          | 04:10,2  | 26. Juni 1937      | Budapest     |
| 2   | Gyula Zolyomi, István Kőrösi, Ödön Gróf, Ferenc Csik                       | Ungarn          | 04:06.6  | 15. August 1937    | Budapest     |
| 3   | Hermann Heibel, Hans Freese, Edward Askamp, Helmut Fischer                 | Deutsches Reich | 04:03,6  | 5. März 1938       | Bremen       |
| 4   | Otto Wille, Werner Birr, Werner Plath, Kurt von Eckenbrecher               | Deutsches Reich | 04:02,4  | 1. April 1938      | Kopenhagen   |
| 5   | Gyula Zolyomi, Ferenc Csik, István Kőrösi, Ödön Gróf                       | Ungarn          | 04:02,0  | 14. Juli 1938      | Budapest     |
| 6   | T. Hirose, O. Jaretz, Paul Wolf, Peter Fick                                | USA             | 03:59,2  | 20. August 1938    | Berlin       |
| 7   | W. Sanburn, E. Pope, R. Duncan, H. Johnson                                 | USA             | 03:54,4  | 8. März 1940       | New Haven    |
| 8   | H. Johnson, R. Kelly, E. Pope, F. Lilley                                   | USA             | 03:50,8  | 18. März 1942      | New Haven    |
| 9   | Alan Ford, E. Hueber, Frank Dooley, H. Johnson                             | USA             | 03:48,6  | 29. Juni 1948      | New Haven    |
| 10  | Dick Thoman, Donald Sheff, W. Farnsworth, R. Reid                          | USA             | 03:47,9  | 19. März 1951      | New Haven    |
| 11  | Hiroshi Susuki, A. Tani, Tōru Gotō, M. Koga                                | Japan           | 03:46,8  | 6. August 1955     | Tokio        |
| 12  | Gary Chapman, John Konrads, Geoff Shipton, John Devitt                     | Australien      | 03:46,3  | 3. Mai 1958        | Brisbane     |
| 13  | Ed Follett, Lance Larson, Jeff Farrell, Joe Alkire                         | USA             | 03:44,4  | 21. Juli 1959      | Tokio        |
| 14  | Alain Gottvallès, Gérard Gropaiz, Jean-Pierre Curtillet, Robert Christophe | Frankreich      | 03:42,5  | 10. August 1962    | Thionville   |
| 15  | Stephen Clark, N. Schoenman, Don Schollander, Robert Townsend              | USA             | 03:39,9  | 4. Juli 1963       | Los Altos    |
| 16  | Stephen Clark, R. McDonough, Gary Ilman, Robert Townsend                   | USA             | 03:36,1  | 18. August 1963    | Tokio        |
| 17  | Stephen Clark, Michael Austin, Gary Ilman, Don Schollander                 | USA             | 03:33,2  | 14. Oktober 1964   | Tokio        |
| 18  | Ken Walsh, Zachary Zorn, Don Havens, Greg Charlton                         | USA             | 03:32,6  | 28. August 1967    | Tokio        |
| 19  | Zachary Zorn, Stephen Rerych, Ken Walsh, Don Schollander                   | USA             | 03:32,5  | 3. September 1968  | Long Beach   |
| 20  | Zachary Zorn, Stephen Rerych, Mark Spitz, Ken Walsh                        | USA             | 03:31,7  | 17. Oktober 1968   | Mexiko-Stadt |
| 21  | Don Havens, Mike Weston, Bill Frawley, Frank Heckl                         | USA             | 03:28,8  | 23. August 1970    | Los Angeles  |
| 22  | Gary Conelly, Jerry Heidenreich, David Edgar, Dave Fairbank                | USA             | 03:28,84 | 28. August 1972    | München      |
| 23  | David Edgar, John Murphy, Jerry Heidenreich, Mark Spitz                    | USA             | 03:26,42 | 28. August 1972    | München      |
| 24  | Joseph Bottom, James Montgomery, Andy Coan, Charles Hickcox                | USA             | 03:25,17 | 1. September 1974  | Concord      |
| 25  | Bruce Furniss, James Montgomery, Andy Coan, John Murphy                    | USA             | 03:24,85 | 27. Juli 1975      | Cali         |
| 26  | Rick Demont, Joseph Bottom, James Montgomery, Jack Babashoff               | USA             | 03:21,11 | 28. August 1977    | Ost-Berlin   |
| 27  | Jack Babashoff, Rowdy Gaines, James Montgomery, David McCagg               | USA             | 03:19,74 | 28. August 1978    | West-Berlin  |
| 28  | David McCagg, Robin Leamy, Rowdy Gaines, Christopher Cavanaugh             | USA             | 03:19,26 | 5. August 1982     | Guayaquil    |
| 29  | Christopher Cavanaugh, Michael Heath, Matt Biondi, Rowdy Gaines            | USA             | 03:19,03 | 2. August 1984     | Los Angeles  |
| 30  | Scott McAdam, Paul Wallace, Michael Heath, Matt Biondi                     | USA             | 03:17,08 | 17. August 1985    | Tokio        |
| 31  | Christopher Jacobs, Troy Dalbey, Tom Jager, Matt Biondi                    | USA             | 03:16,53 | 23. September 1988 | Seoul        |
| 32  | David Fox, Joe Hudepohl, Jon Olsen, Gary Hall junior                       | USA             | 03:15,11 | 12. August 1995    | Atlanta      |
| 33  | Michael Klim, Chris Fydler, Ashley Callus, Ian Thorpe                      | Australien      | 03:13,67 | 16. September 2000 | Sydney       |
| 34  | Roland Schoeman, Lyndon Ferns, Darian Townsend, Ryk Neethling              | Südafrika       | 03:13,17 | 15. August 2004    | Athen        |
| 35  | Michael Phelps, Neil Walker, Cullen Jones, Jason Lezak                     | USA             | 03:12,46 | 19. August 2006    | Victoria     |
| 36  | Nathan Adrian, Cullen Jones, Ben Wildman-Tobriner, Matt Grevers            | USA             | 03:12,23 | 10. August 2008    | Peking       |
| 37  | Michael Phelps, Garrett Weber-Gale, Cullen Jones, Jason Lezak              | USA             | 03:08,24 | 11. August 2008    | Peking       |

## Langbahnweltrekorde Frauen
| Nr. | Sportler                                                              | Nation                 | Zeit     | Datum              | Ort            |
| --- | --------------------------------------------------------------------- | ---------------------- | -------- | ------------------ | -------------- |
| 1   | Isabella Moore, Jennie Fletcher, Annie Speirs, Irene Steer            | Vereinigtes Königreich | 05:52,8  | 15. Juli 1912      | Stockholm      |
| 2   | Margaret Woodbridge, Frances Schroth, Irene Guest, Ethelda Bleibtrey  | USA                    | 05:11,6  | 29. August 1920    | Antwerpen      |
| 3   | Gertrude Ederle, Euphrasia Donnelly, Ethel Lackie, Mariechen Wehselau | USA                    | 04:58,8  | 20. Juli 1924      | Paris          |
| 4   | Adelaide Lambert, Josephine McKim, Susan Laird, Albina Osipowich      | USA                    | 04:55,6  | 9. August 1928     | Amsterdam      |
| 5   | Adelaide Lambert, Eleanor Garatti, Albina Osipowich, Martha Norelius  | USA                    | 04:47,6  | 9. August 1928     | Amsterdam      |
| 6   | Josephine McKim, Helen Johns, Eleanor Saville, Helene Madison         | USA                    | 04:38,0  | 12. August 1932    | Los Angeles    |
| 7   | Jopie Selbach, Anna Timmermans, Rie Mastenbroek, Willy den Ouden      | Niederlande            | 04:33,3  | 14. April 1934     | Rotterdam      |
| 8   | Jopie Selbach, Rie Mastenbroek, Catherina Wagner, Willy den Ouden     | Niederlande            | 04:32,8  | 24. Mai 1936       | Rotterdam      |
| 9   | Elvi Svendsen, Gunvor Kraft, Birte Ove-Petersen, Ragnhild Hveger      | Dänemark               | 04:29,7  | 8. Februar 1938    | Kopenhagen     |
| 10  | Eva Arndt, Gunvor Kraft, Birte Ove-Petersen, Ragnhild Hveger          | Dänemark               | 04:27,6  | 7. August 1938     | Kopenhagen     |
| 11  | Mária Littomeritzky, Éva Novák, Éva Székely, Katalin Szöke            | Ungarn                 | 04:27,2  | 27. April 1952     | Moskau         |
| 12  | Ilona Novák, Judit Temes, Éva Novák, Katalin Szöke                    | Ungarn                 | 04:24,4  | 1. August 1952     | Helsinki       |
| 13  | Lorraine Crapp, Dawn Fraser, Margaret Gibson, Barbara Jackson         | Australien             | 04:22,3  | 20. Oktober 1956   | Sydney         |
| 14  | Lorraine Crapp, Dawn Fraser, Faith Leech, Margaret Gibson             | Australien             | 04:19,7  | 25. Oktober 1956   | Melbourne      |
| 15  | Dawn Fraser, Faith Leech, Sandra Morgan, Lorraine Crapp               | Australien             | 04:17,1  | 6. Dezember 1956   | Melbourne      |
| 16  | Dawn Fraser, Alva Colquhoun, Ilsa Konrads, Lorraine Crapp             | Australien             | 04:16,2  | 6. August 1960     | Townsville     |
| 17  | Joan Spillane, Shirley Stobs, Carolyn Wood, Chris von Saltza          | USA                    | 04:08,9  | 3. September 1960  | Rom            |
| 18  | Terri Lee Stickles, Donna de Varona, Pokey Watson, Judy Haroun        | USA                    | 04:08,5  | 31. Juli 1964      | Los Altos      |
| 19  | Lynne Allsup, Kathy Seidel, Eleanor Bricker, Terri Lee Stickles       | USA                    | 04:07,6  | 28. September 1964 | Los Angeles    |
| 20  | Sharon Stouder, Donna de Varona, Pokey Watson, Kathy Ellis            | USA                    | 04:03,8  | 15. Oktober 1964   | Tokio          |
| 21  | Linda Gustavson, Nancy Ryan, Laura Fritz, Pokey Watson                | USA                    | 04:03,5  | 19. August 1967    | Philadelphia   |
| 22  | Linda Gustavson, Pokey Watson, Pam Carpinelli, Jan Henne              | USA                    | 04:01,1  | 6. Juli 1968       | Santa Clara    |
| 23  | Gabriele Wetzko, Iris Komar, Elke Sehmisch, Carola Schulze            | DDR                    | 04:00,8  | 11. September 1970 | Barcelona      |
| 24  | Shirley Babashoff, Kim Peyton, Linda Johnson, Deena Deardurff         | USA                    | 04:00,7  | 9. September 1971  | Minsk          |
| 25  | Kim Peyton, Sandra Neilson, Jane Barkman, Shirley Babashoff           | USA                    | 03:58,11 | 18. August 1972    | Knoxville      |
| 26  | Andrea Eife, Sylvia Eichner, Elke Sehmisch, Kornelia Ender            | DDR                    | 03:58,11 | 30. August 1972    | München        |
| 27  | Sandra Neilson, Jenny Kemp, Jane Barkman, Shirley Babashoff           | USA                    | 03:55,19 | 30. August 1972    | München        |
| 28  | Andrea Eife, Andrea Hübner, Sylvia Eichner, Kornelia Ender            | DDR                    | 03:52,45 | 8. September 1973  | Belgrad        |
| 29  | Ann Marshall, Kim Peyton, Kathy Heddy, Shirley Babashoff              | USA                    | 03:51,99 | 31. August 1974    | Concord        |
| 30  | Ute Brückner, Barbara Krause, Claudia Hempel, Kornelia Ender          | DDR                    | 03:49,37 | 26. Juli 1975      | Cali           |
| 31  | Rosemarie Gabriel, Andrea Pollack, Monika Seltmann, Barbara Krause    | DDR                    | 03:48,80 | 2. Juni 1976       | Berlin         |
| 32  | Kim Peyton, Wendy Boglioli, Jill Sterkel, Shirley Babashoff           | USA                    | 03:44,82 | 25. Juli 1976      | Montreal       |
| 33  | Cynthia Woodhead, Jill Sterkel, Stephanie Elkins, Tracy Caulkins      | USA                    | 03:43,43 | 26. August 1978    | West-Berlin    |
| 34  | Barbara Krause, Caren Metschuck, Ines Diers, Sarina Hülsenbeck        | DDR                    | 03:42,71 | 27. Juli 1980      | Moskau         |
| 35  | Birgit Meineke, Kristin Otto, Karen König, Heike Friedrich            | DDR                    | 03:42,41 | 21. August 1984    | Moskau         |
| 36  | Karen König, Sabina Schulze, Heike Friedrich, Kristin Otto            | DDR                    | 03:40,57 | 19. August 1986    | Madrid         |
| 37  | Nicole Haislett, Dara Torres, Angel Martino, Jenny Thompson           | USA                    | 03:39,46 | 28. Juli 1992      | Barcelona      |
| 38  | Jingyi Le, Ying Shan, Ying Le, Bin Lu                                 | Volksrepublik China    | 03:37,91 | 11. September 1994 | Rom            |
| 39  | Amy Van Dyken, Dara Torres, Courtney Shealy, Jenny Thompson           | USA                    | 03:36,61 | 16. September 2000 | Sydney         |
| 40  | Katrin Meißner, Petra Dallmann, Sandra Völker, Franziska van Almsick  | Deutschland            | 03:36,00 | 29. Juli 2002      | Berlin         |
| 41  | Alice Mills, Lisbeth Lenton, Petria Thomas, Jodie Henry               | Australien             | 03:35,94 | 14. August 2004    | Athen          |
| 42  | Petra Dallmann, Daniela Götz, Britta Steffen, Annika Liebs            | Deutschland            | 03:35,22 | 31. Juli 2006      | Budapest       |
| 43  | Inge Dekker, Ranomi Kromowidjojo, Femke Heemskerk, Marleen Veldhuis   | Niederlande            | 03:33,62 | 18. März 2008      | Eindhoven      |
| 44  | Inge Dekker, Ranomi Kromowidjojo, Femke Heemskerk, Marleen Veldhuis   | Niederlande            | 03:31,72 | 26. Juli 2009      | Rom            |
| 45  | Bronte Campbell, Melanie Schlanger, Emma McKeon, Cate Campbell        | Australien             | 03:30,98 | 24. Juli 2014      | Glasgow        |
| 46  | Emma McKeon, Brittany Elmslie, Bronte Campbell, Cate Campbell         | Australien             | 03:30,65 | 6. August 2016     | Rio de Janeiro |
| 47  | Bronte Campbell, Meg Harris, Emma McKeon, Cate Campbell               | Australien             | 03:29,69 | 25. Juli 2021      | Tokio          |
| 48  | Mollie O’Callaghan, Shayna Jack, Meg Harris, Emma McKeon              | Australien             | 03:27,96 | 23. Juli 2023      | Fukuoka        |

## Langbahnweltrekorde Mixed
| Nr. | Sportler                                                           | Nation     | Zeit     | Datum           | Ort      |
| --- | ------------------------------------------------------------------ | ---------- | -------- | --------------- | -------- |
| 1   | Tommaso D’Orsogna, Cate Campbell, James Magnussen, Bronte Campbell | Australien | 03:23,29 | 1. Februar 2014 | Perth    |
| 2   | Ryan Lochte, Nathan Adrian, Simone Manuel, Missy Franklin          | USA        | 03:23,05 | 8. August 2015  | Kasan    |
| 3   | Caeleb Dressel, Nathan Adrian, Mallory Comerford, Simone Manuel    | USA        | 03:19,60 | 29. Juli 2017   | Budapest |
| 4   | Caeleb Dressel, Zach Apple, Mallory Comerford, Simone Manuel       | USA        | 03:19,40 | 27. Juli 2019   | Gwangju  |
| 5   | Jack Cartwright, Kyle Chalmers, Madison Wilson, Mollie O’Callaghan | AUS        | 03:19,38 | 24. Juni 2022   | Budapest |
| 6   | Jack Cartwright, Kyle Chalmers, Shayna Jack, Mollie O’Callaghan    | AUS        | 3:18,83  | 29. Juli 2023   | Fukuoka  |
| 7   | Jack Alexy, Patrick Sammon, Kate Douglass, Torri Huske             | USA        | 3:18,48  | 2. August 2025  | Singapur |

## Kurzbahnweltrekorde Männer
| Nr. | Sportler                                                               | Nation     | Zeit     | Datum             | Ort               |
| --- | ---------------------------------------------------------------------- | ---------- | -------- | ----------------- | ----------------- |
| 1   | Fernando Scherer, Teófilo Ferreira, Gustavo Borges, José Carlos Souza  | Brasilien  | 03:13,97 | 5. Juni 1993      | Santos            |
| 2   | Fernando Scherer, Teófilo Ferreira, José Carlos Souza, Gustavo Borges  | Brasilien  | 03:12,11 | 5. Dezember 1993  | Palma de Mallorca |
| 3   | Fernando Scherer, Carlos Jayme, Alexandre Massura, Gustavo Borges      | Brasilien  | 03:10,45 | 20. Dezember 1998 | Rio de Janeiro    |
| 4   | Johan Nyström, Lars Frölander, Mattias Ohlin, Stefan Nystrand          | Schweden   | 03:09,57 | 16. März 2000     | Athen             |
| 5   | Ryan Lochte, Bryan Lundquist, Nathan Adrian, Doug Van Wie              | USA        | 03:08,44 | 9. April 2008     | Manchester        |
| 6   | Grégory Mallet, Fabien Gilot, William Meynard, Frédérick Bousquet      | Frankreich | 03:04,98 | 20. Dezember 2008 | Istres            |
| 7   | Nathan Adrian, Matt Grevers, Garrett Weber-Gale, Michael Phelps        | USA        | 03:03,30 | 19. Dezember 2009 | Manchester        |
| 8   | Caeleb Dressel, Blake Pieroni, Michael Chadwick, Ryan Held             | USA        | 03:03,03 | 12. Dezember 2018 | Hangzhou          |
| 9   | Alessandro Miressi, Paolo Conte Bonin, Leonardo Deplano, Thomas Ceccon | Italien    | 03:02,75 | 13. Dezember 2022 | Melbourne         |
| 10  | Jack Alexy, Luke Hobson, Kieran Smith, Chris Guiliano                  | USA        | 03:02,75 | 10. Dezember 2024 | Budapest          |

(Diese Liste ist noch unvollständig)

## Kurzbahnweltrekorde Frauen
| Nr. | Sportler                                                                    | Nation      | Zeit     | Datum             | Ort        |
| --- | --------------------------------------------------------------------------- | ----------- | -------- | ----------------- | ---------- |
| 1   | Inge Dekker, Hinkelien Schreuder, Chantal Groot, Marleen Veldhuis           | Niederlande | 03:33,32 | 8. April 2006     | Shanghai   |
| 2   | Lisbeth Lenton, Melanie Schlanger, Shayne Reese, Alice Mills                | Australien  | 03:31,66 | 2. September 2007 | Melbourne  |
| 3   | Hinkelien Schreuder, Femke Heemskerk, Ranomi Kromowidjojo, Marleen Veldhuis | Niederlande | 03:30,85 | 9. Dezember 2007  | Eindhoven  |
| 4   | Hinkelien Schreuder, Femke Heemskerk, Inge Dekker, Marleen Veldhuis         | Niederlande | 03:29,42 | 12. April 2008    | Manchester |
| 5   | Hinkelien Schreuder, Inge Dekker, Ranomi Kromowidjojo, Marleen Veldhuis     | Niederlande | 03:28,22 | 19. Dezember 2008 | Amsterdam  |
| 6   | Inge Dekker, Femke Heemskerk, Maud van der Meer, Ranomi Kromowidjojo        | Niederlande | 03:26,53 | 5. Dezember 2014  | Doha       |
| 7   | Mollie O’Callaghan, Madison Wilson, Meg Harris, Emma McKeon                 | Australien  | 03:25,43 | 13. Dezember 2022 | Melbourne  |
| 8   | Kate Douglas, Katharine Berkoff, Alex Shackell, Gretchen Walsh              | USA         | 03:25,01 | 10. Dezember 2024 | Budapest   |

(Diese Liste ist noch unvollständig)